# Madaí Pérez
Madaí Pérez Carrillo (Hueyotlipan, Tlaxcala; 2 de febrero de 1980) es una maratonista mexicana que ha participado en los juegos olímpicos de 2008, 2012 y 2016. En el Maratón de Chicago de 2006 logró una marca de dos horas, 22 minutos y 59 segundos, una de las mejores marcas latinoamericanas y la mejor en la historia de México.

## Biografía
Madaí Pérez Carrillo nació en Hueyotlipan, Tlaxcala el 2 de febrero de 1980. Desde niña tuvo afición por el atletismo, gusto que a su padre no le agradaba pues le preocupaba que no estudiara y no se preparara.

## Carrera
Durante su preparación para los Juegos Olímpicos de Pekín, Pérez obtuvo el segundo lugar en el medio Maratón de Nueva York, logrando una marca de una hora, 10 minutos y 26 segundos, siendo superada por la corredora de Kenia, Catherine Ndereba.
....
En 2010 obtuvo el noveno puesto en el Maratón de Nueva York, con una marca de dos horas, 29 minutos y 53 segundos.
Durante el Campeonato Mundial de Atletismo 2013 de Moscú, obtuvo el séptimo lugar, con un tiempo de dos horas, 34 minutos y 23 segundos.
En 2019, obtuvo el primer lugar en el medio maratón Atlas Colomos en Zapopan, Jalisco, con un tiempo de una hora con 15 minutos y 53 segundos.
En 2020, Madaí Pérez ganó el primer lugar en el Maratón Lala en la Comarca Lagunera, con un tiempo de dos horas 31 minutos y 54 segundos; sin embargo, el tiempo realizado no fue suficiente para clasificar a los Juegos Olímpicos de Tokio, 2020.

### Juegos Olímpicos de Pekín 2008
Como representante de México en los Juegos Olímpicos de Pekín, Madaí Pérez obtuvo en lugar 19, logrando un tiempo de 2 horas 31 minutos y 47 segundos.

### Juegos Olímpicos de Londres 2012
Madaí Pérez logró clasificar a los Juegos Olímpicos de Londres, pero no pudo participar por una lesión en la planta de los pies.

### Juegos Olímpicos de Río de Janeiro 2016
En abril de 2016, Madaí Pérez obtuvo el quinto lugar en el Maratón de Hamburgo con un tiempo de 2 horas 29 minutos y 27 segundos, con lo que logró la marca para pasar a los Juegos Olímpicos de 2016.
Durante la competencia en Río de Janeiro, Pérez tuvo dificultades debido a la cirugía que le redujo el tendón de Aquiles en 2014, por lo que terminó en el lugar 32 con un tiempo de 2 horas 34 minutos y 42 segundos.